# Tekstualia
Tekstualia Palimpsesty Literackie Artystyczne Naukowe – kwartalnik naukowo-literacki o charakterze interdyscyplinarnym, założony przez Żanetę Nalewajk i Krzysztofę Krowirandę w 2005 roku. Wydawcą kwartalnika jest Dom Kultury Śródmieście w Warszawie kierowany przez Joannę Strzelecką, a w chwili powstania czasopisma przez Andrzeja Tadeusza Kijowskiego. Kwartalnik ukazuje się pod patronatem honorowym Dziekana Wydziału Polonistyki Uniwersytetu Warszawskiego, prof. dr hab. Zbigniewa Grenia. Jest afiliowany przy Wydziale Polonistyki Uniwersytetu Warszawskiego.
Do zadań, które realizuje, należą zarówno popularyzacja wybitnych dzieł literatury, promocja twórców stawiających pierwsze kroki w życiu literackim, jak i prezentacja na kartach periodyku wyników badań prowadzonych przez autorytety naukowe oraz młodych badaczy. W 2009 roku „Tekstualia” zostały dopisane do listy czasopism punktowanych MNiSW (w 2017 – 11 pkt.). W wyniku Tekstualia ewaluacji IC Journals Master List 2017 czasopismo uzyskało wskaźnik ICV (Index Copernicus Value) w wysokości 65.98 pkt. Wartość czasopisma została doceniona przez MKiDN, dzięki czemu w latach 2006–2010 i 2012–2020 „Tekstualia” otrzymały dotacje w ramach programów operacyjnych Promocja czytelnictwa, Literatura i czytelnictwo, „Czasopisma” oraz w ramach programu MNiSW „Wsparcie dla czasopism” (2019-2020). W 2009 roku kwartalnik dołączył do grona partnerów projektu „Review within Review”, którego partnerami są periodyki literackie i literaturoznawcze publikowane w państwach Europy Środkowej i Południowo-Wschodniej (tj. w krajach grupy wyszehradzkiej – Czechach, Słowacji i na Węgrzech – oraz między innymi w Słowenii i Austrii). W latach 2012–2014 czasopismo realizowało we współpracy z Wydziałem Polonistyki UW oraz Wydziałem Filologicznym UG projekt MNiSW Index Plus, czego rezultatem było wydanie dwóch numerów anglojęzycznych czasopisma oraz poszerzenie jego zasięgu międzynarodowego. Pierwszy (2013) zawiera wybór najważniejszych artykułów naukowych publikowanych w kwartalniku w latach 2007–2012. Drugi (2014) poświęcony jest Witkacemu, Gombrowiczowi i Schulzowi. Kolejne dwa wydania anglojęzyczne zostały poświęcone narratologii transmedialnej (2017) i narratologiii postklasycznej (2017). „Tekstualia” mają swój wkład w promocję polskiej literatury i nauki poza granicami kraju. Teksty z czasopisma ukazywały się w tłumaczeniu między innymi na języki serbski, czeski, słoweński i angielski. Pismo jako jedyne w Polsce łączy w przemyślany i inspirujący sposób prezentację rodzimej i zagranicznej literatury (prozy, poezji) oraz osiągnięć humanistyki (literaturoznawstwa, komparatystyki, wiedzy o sztuce i kulturze, historii filozofii). Poszczególne numery realizują formułę monograficzną. Czasopismo jest indeksowane m.in. w bazach Journals Master List (Index Copernicus) oraz ERIH+

## Redakcja[1]
Redaktor naczelna
- dr hab. Żaneta Nalewajk-Turecka, Uniwersytet Warszawski

Redaktorzy merytoryczni/ język polski
- dr hab. Dawid Maria Osiński, Uniwersytet Warszawski
- mgr Marcin Czardybon, Uniwersytet Warszawski

Redaktorzy merytoryczni/ język angielski
- prof. Stanley Gontarski, Uniwersytet Stanowy Florydy
- dr hab. Tomasz Wiśniewski, prof. Uniwersytetu Gdańskiego

Współpraca translatorska
- dr Katarzyna Kręglewska-Powązka, Uniwersytet Gdański

Sekretarz redakcji
- Magdalena Ukrainets, Uniwersytet Warszawski

Redaktorzy językowi
- Marta Buława
- Magdalena Ukrainets, Uniwersytet Warszawski

Korektorzy
- Piotr Olesiński.
- Katarzyna Nowakowska

Rada Naukowa czasopisma
- prof. dr hab. David Malcolm (Uniwersytet Gdański)
- prof. dr hab. Piotr Mitzner (Uniwersytet Kardynała Stefana Wyszyńskiego)
- prof. Lazar Fleishman (Uniwersytet Stanforda)
- prof. dr hab. Aleksander Wirpsza (Uniwersytet Warszawski)
- prof. Margreta Grigorova (Wielkotyrnowski Uniwersytet św. Cyryla i Metodego)
- prof. dr hab. Marek Tomaszewski (emerytowany profesor INALCO, Paryż)
- dr hab. Marek Paryż (prof. UW)
- prof. dr hab. Nikolaj Jeż (Uniwersytet w Lublanie)
- doc. dr Jan Wiendl (Uniwersytet Karola w Pradze)
- dr hab. Arent van Nieukerken (Uniwersytet Amsterdamski)
- dr Shamil Khairov (Uniwersytet w Glasgow)
- dr Kinga Siatkowska-Callebat (Sorbona, Paris IV)
- dr Wiera Meniok (Państwowy Uniwersytet im. Iwana Franki w Drohobyczu)
- dr Irina Adelgejm (Rosyjska Akademia Nauk)

Byli członkowie Rady Naukowej
- prof. dr hab. Edward Kasperski (1942-2016)

Byli członkowie zespołu redakcyjnego
- dr Krzysztofa Krowiranda
- dr Tomasz Mackiewicz
- dr Agnieszka Wnuk
- mgr Katarzyna Górzyńska-Herbich
- mgr Kamila Pawluś